# 鹿児島市交通局800形電車
鹿児島市交通局800形電車（かごしましこうつうきょく800かたでんしゃ）は1967年に登場した鹿児島市交通局（鹿児島市電）の路面電車車両。

## 概要
1960年代後半、鹿児島市交通局はワンマン運転の開始に備え、在籍車両のワンマン化改造の必要に迫られていた。
だが、1963年6月の段階で未だ10両が在籍していた開業以来の木造単車（二軸車）は、同年9月以降大阪市交通局からの200形（元大阪市交901形）6両・210形（元大阪市交801形）4両の譲受で淘汰が完了していたものの、ワンマン運転実施を決定した時点での在籍車には、ワンマン化改造に適さない構造のものや、木造車を鋼体化した老朽車が含まれていた。
このため、鹿児島市交通局はワンマン車として即座に使用可能な車両を他社局からの中古で求めることとし、木造単車の淘汰時と同様、順次路線廃止を進めていた大阪市交通局から2601形32両を、1966年から1969年にかけて4回に分けて譲受、これを自局仕様に改造の上で800形801 - 832として循環線から始められたワンマン運行に使用することとした。
各車の竣工時期は以下の通り。
- 1967年6月28日竣工
  - 801 - 806
- 1968年11月竣工
  - 807 - 817
- 1969年5月30日竣工
  - 819 - 828
- 1969年12月20日竣工
  - 829 - 832

これらはいずれもナニワ工機尼崎工場で改造工事を施工の上、鹿児島へ輸送されている。
本形式は元々大阪車輌工業で製造されたものであるが、大阪市交通局での廃車時に車籍を抹消されていたため、譲受に当たっては車両設計認可を新規に得て、書類上は竣工日付で改造を担当したナニワ工機が製造したものとして取り扱っている。

## 車体
大阪市交2601形のそれを基本とするが、車両限界の相違から、いったん車体の前後窓2枚分の区画を台枠だけ残して解体、この部分で車体幅を絞り、500形や600形と同様に妻面の幅を狭めた構体を作り直すという大がかりな改造工事を実施、また種車は全車ワンマン仕様でなかったことから、ワンマン化工事も合わせて実施した。
これらは基本的には同型であるが、種車の製造時期の相違から2601形初期車が種車となる801 - 806は車掌台側窓が上昇式、807以降は横引式となっている。
また、801 - 818は当初ワンマン運転時に大阪市で行われていたのと同じ前部扉乗車・中央扉下車で前払い式としていたが、1969年5月30日竣工の819 - 828が中央扉乗車・前部扉下車の後払い式として竣工、以後はこれに合わせて全車とも中央扉乗車・前部扉下車に変更されている。

## 主要機器

### 台車
種車となった2601形が元々大正時代以降に製造された旧式2軸ボギー車からの機器流用で新造された車両であったことから、台車はブリル77E相当品を装着するのが基本であるが、大阪市交通局では1960年代の路線短縮時に淘汰された1601形と最後まで残存が予定されていた2601形との間で台車の振り替えを実施し、乗り心地の良さで定評のあった住友製鋼所KS46Lウィングばね台車（大阪市電形台車）を極力残す方針を採っていた。このため、鹿児島市交通局へ譲渡された32両のうち、後半に譲渡された4両についてはこの台車を装着しており、それらは鹿児島市では821・822・825・827と付番されている。

### 主電動機
主電動機は端子電圧600V時1時間定格出力37.3kWのSS-50を各台車に1基ずつ吊り掛け式で装架し、歯数比は59:14である。なお、このSS-50は電機メーカー各社で同一仕様のものが量産された標準軌間向け低床路面電車用規格形電動機であるが、本形式にはそれらのひとつである三菱電機MB-245Lが搭載されている。

### 制御器・ブレーキ
制御器は直接式の泰平電機TD52-KR-8、ブレーキは直通ブレーキである。

### 集電装置
集電装置は大阪市交通局時代はビューゲルを搭載していたが、菱枠型パンタグラフに交換され、ビューゲルと同じく車体中央に搭載している。

## 運用

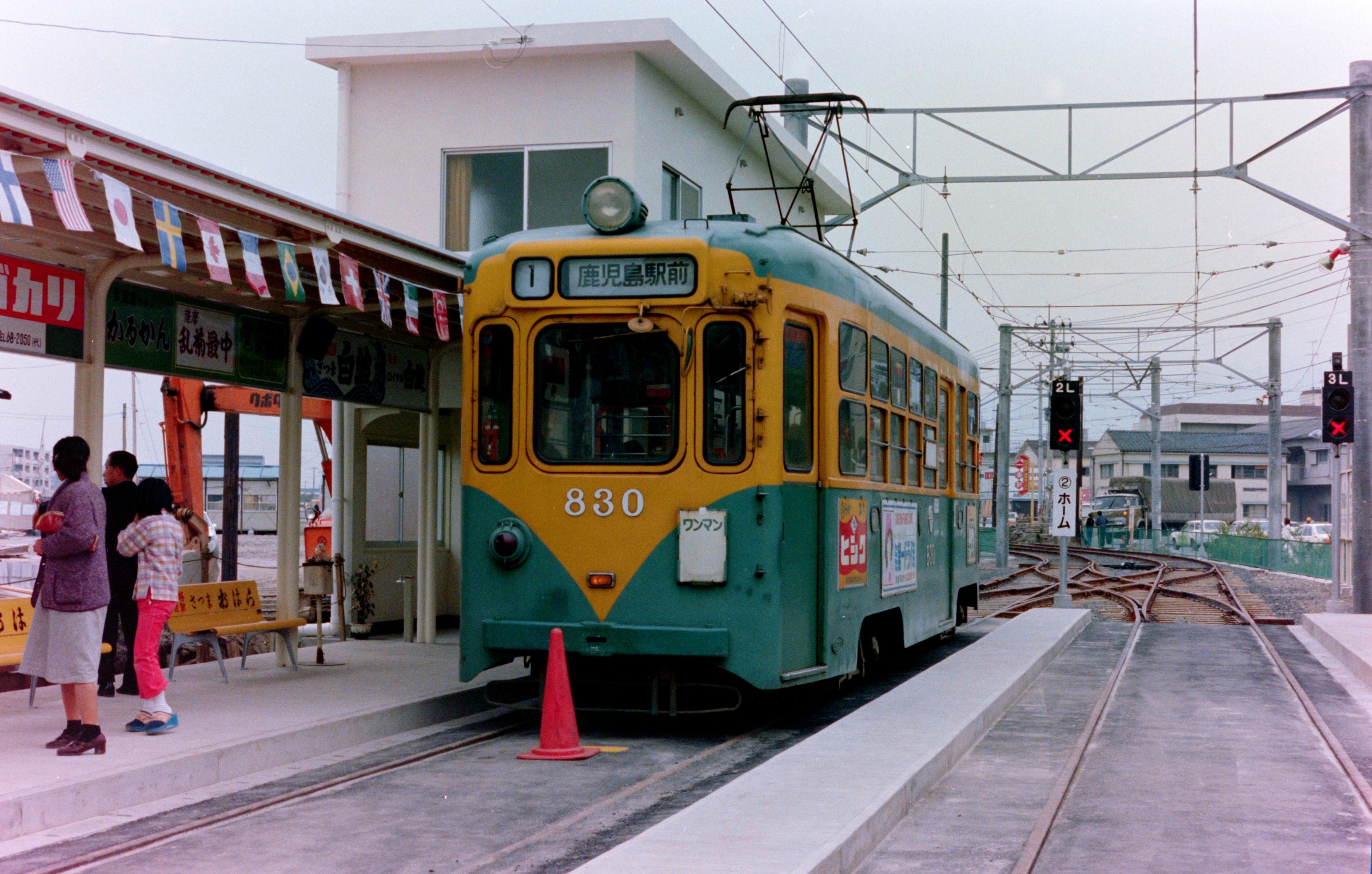
830号（1979年4月4日）

本形式の導入により、1963年に大阪市電から譲受していた200形6両および210形4両や、1949年に東京都電から譲受した旧王子電気軌道由来の木造車を鋼体化した300形10両、それに1950年から1952年にかけて同じく東京都電から4000・4100・4200形の車体16両分を譲受して艤装した400形のうち、鋼体化されていた12両を順次置き換えた。
1950年代末まで、鹿児島市電は300・400形と多数の譲受車を擁し、また自局発注車である500形の設計に際しても東京都電7000形をモデルとするなど、東京都電の影響を強く受けていた。だが、600形の設計に当たって大阪市の3000形をプロトタイプとして以降は様相が変化し、1963年の200・210形10両の譲受を経て、自局で400形の機器を流用して新造した460形2両を含めた戦後の自局新製車33両に匹敵する、本形式32両がまとめて譲受され、東京都電由来の在来車や200・210形が全て淘汰されたことや、500形がワンマン化時に本形式などに準じた妻面デザインに改修されたこと、それに本形式と同時期に大阪市電3001形を改造した700形4編成も導入されたことで、一気に大阪市電の影響が色濃くなり、また各車両の接客設備の水準統一と近代化も完了した。
以後10年以上にわたり、本形式は鹿児島市電の主力車として重用された。
1985年の伊敷線・上町線廃止の際には、余剰となった801 - 806・814 - 817・819・821・822・825・827・829・830の合計17両が廃車され、残存車については1987年10月に807 - 813以外の8両の改番を実施して801 - 815としている。
これら15両は、1986年に順次冷房化とパンタグラフ取り付け位置の移設、それに台車の換装を実施した。
もっとも、これら15両も譲受後約30年、新造からだと約40年を経て車体が老朽化したため、1995年から2000年にかけて9500形に台車や電装品といった主要機器を提供して廃車となった。
なお、815の旧車体は2015年4月まで旧交通局内で倉庫として使用されていた。

## 車番の変移
各車の車番の変遷は以下の通り。(II) と付記されている車両は同じ番号を付けた2代目の車両であることを指す。
| 大阪市電時代 | 1967-1985 | 1986以降 | 9500形機器提供先 |
| ------------ | --------- | -------- | ---------------- |
| 2611         | 801       | 廃車     | -                |
| 2612         | 802       | 廃車     | -                |
| 2613         | 803       | 廃車     | -                |
| 2614         | 804       | 廃車     | -                |
| 2615         | 805       | 廃車     | -                |
| 2616         | 806       | 廃車     | -                |
| 2695         | 807       | 807      | 9507             |
| 2696         | 808       | 808      | 9504             |
| 2697         | 809       | 809      | 9514             |
| 2694         | 810       | 810      | 9512             |
| 2699         | 811       | 811      | 9508             |
| 2698         | 812       | 812      | 9513             |
| 2700         | 813       | 813      | 9505             |
| 2624         | 814       | 廃車     | -                |
| 2621         | 815       | 廃車     | -                |
| 2623         | 816       | 廃車     | -                |
| 2622         | 817       | 廃車     | -                |
| 2701         | 818       | 801(II)  | 9503             |
| 2625         | 819       | 廃車     | -                |
| 2702         | 820       | 802(II)  | 9509             |
| 2705         | 821       | 廃車     | -                |
| 2706         | 822       | 廃車     | -                |
| 2704         | 823       | 803(II)  | 9501             |
| 2703         | 824       | 804(II)  | 9502             |
| 2707         | 825       | 廃車     | -                |
| 2710         | 826       | 806(II)  | 9510             |
| 2708         | 827       | 廃車     | -                |
| 2709         | 828       | 805(II)  | 9506             |
| 2711         | 829       | 廃車     | -                |
| 2712         | 830       | 廃車     | -                |
| 2713         | 831       | 814(II)  | 9515             |
| 2714         | 832       | 815(II)  | 9511             |